# Grynig gelélav
Grynig gelélav (Collema subflaccidum) är en lavart som beskrevs av Gunnar Bror Fritiof Degelius. 
Grynig gelélav ingår i släktet Collema och familjen Collemataceae. Arten är reproducerande i Sverige. Inga underarter finns listade i Catalogue of Life.

## Källor

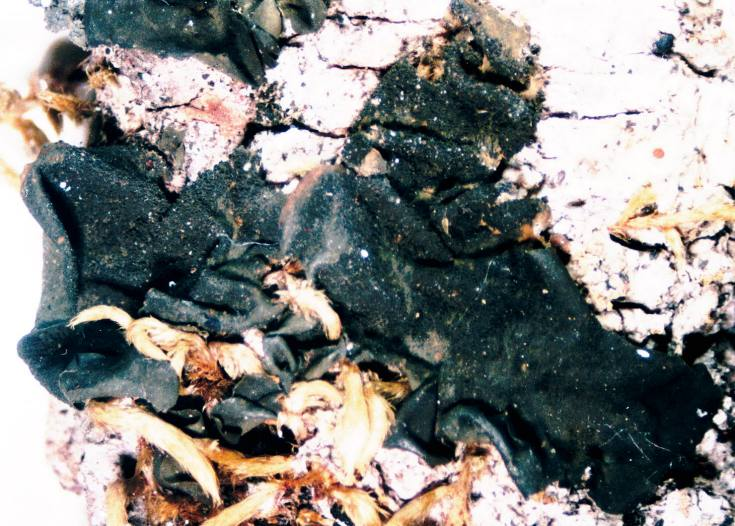
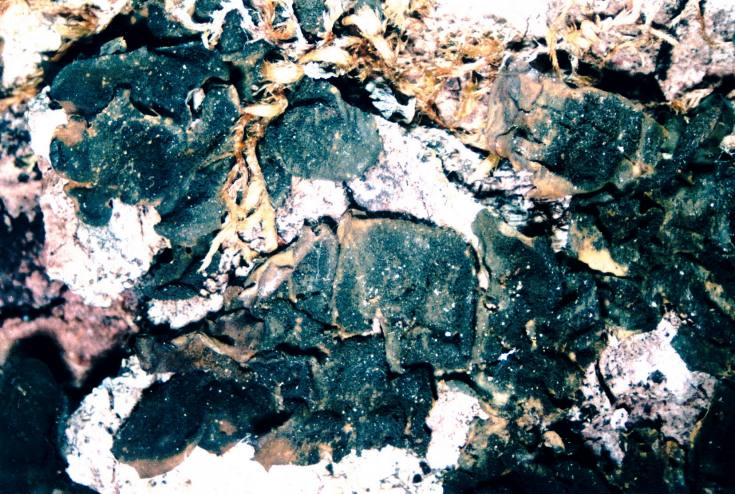
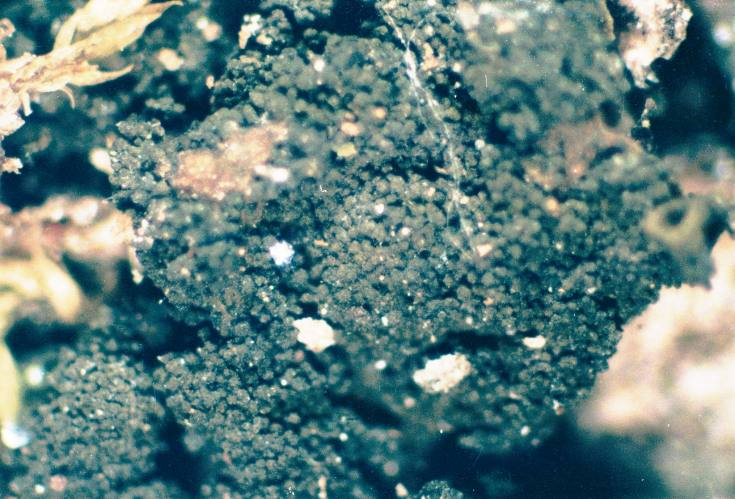
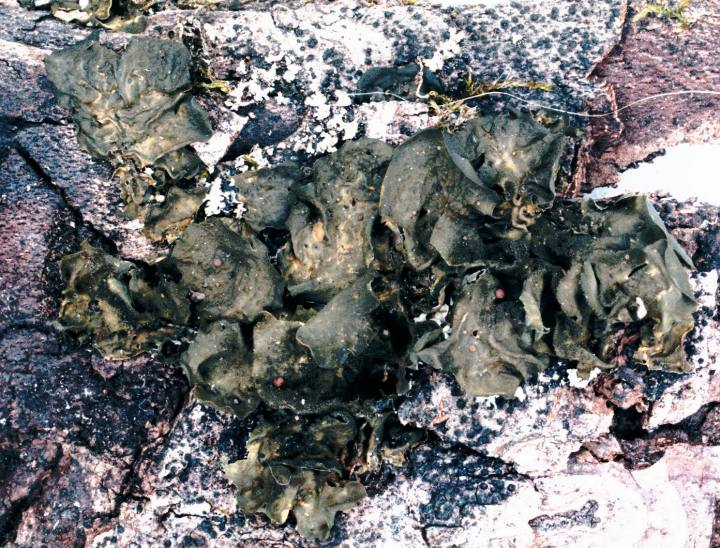
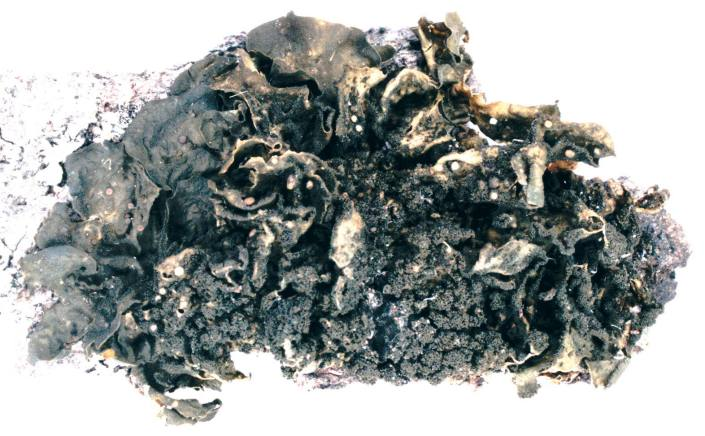
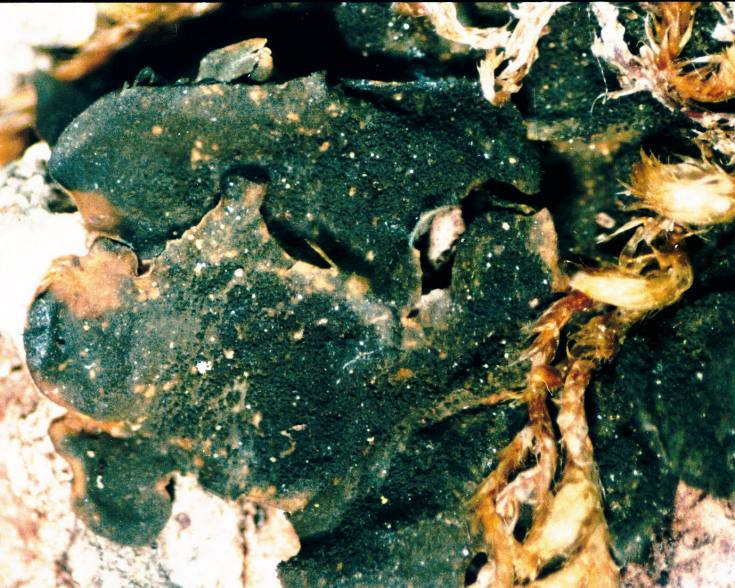